# Greco (Mafiaclan)

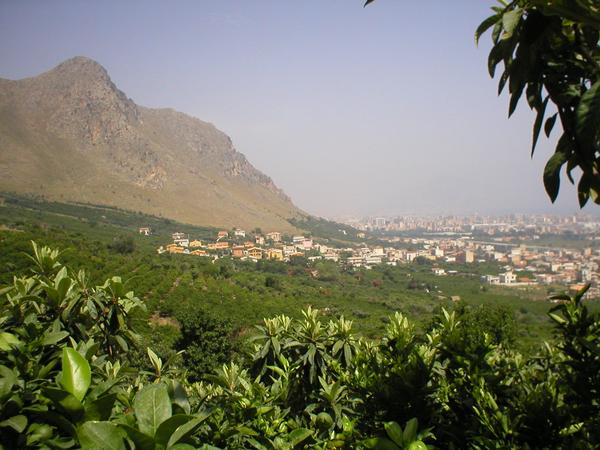
Ciaculli – Heimat der Greco-Familie

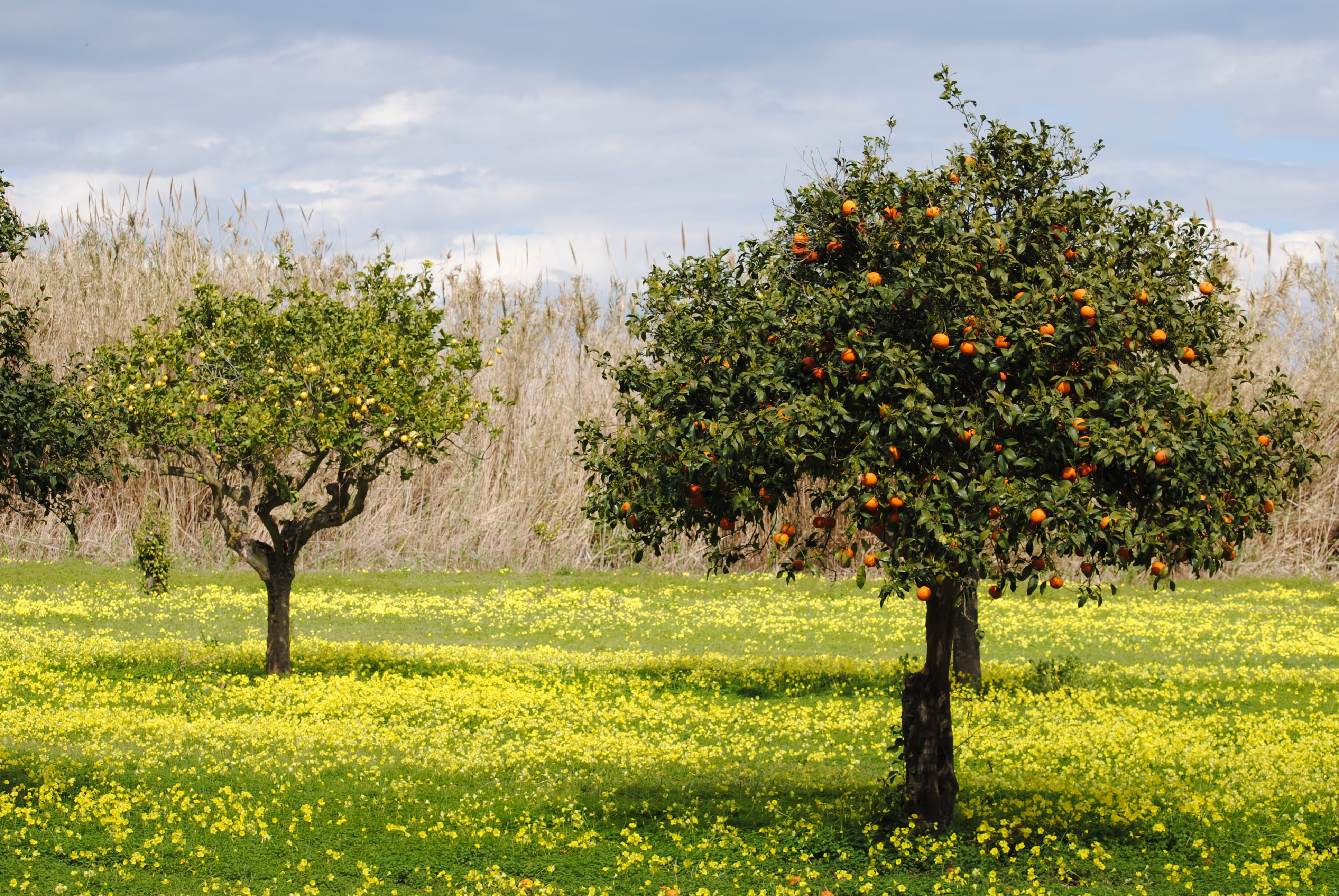
Sizilianische Südfrüchte als legaler Geschäftszweig der Greco-Familie

Stammbaum der Familie Greco. Schwarz ausgefüllte Felder: bekannte Mitglieder der Cosa Nostra

Die aus drei Geschlechtern bestehende Großfamilie der Greco gehörte seit dem späten 19. Jahrhundert einem der mächtigsten und einflussreichsten Mafiaclans auf Sizilien und Kalabriens an. Die Großfamilie regierte sowohl in Ciaculli als auch in Croceverde-Giardini, zwei südöstliche Außenbezirke von Palermo aus einem Zitrusanbaugebiet, welches als Conca d’Oro bezeichnet wird. In Kalabrien hatte sie einen kleineren und weniger bedeutenden Ableger, der auf dem Olivenölmarkt aktiv war. Familienmitglieder waren wichtige hochrangige Persönlichkeiten der sizilianischen Cosa Nostra und der kalabrischen ’Ndrangheta. Salvatore „Ciaschiteddu“ Greco war der erste „Sekretär“ der Sizilianischen Mafia-Kommission, der Cupola als Oberstes Kontrollgremium der Mafia, während Michele Greco, auch bekannt als „der Papst“, einer seiner Nachfolger wurde. Laut Pentito Antonio Calderone „übten die Grecos auf ganz Sizilien effektiv Macht aus.“ Laut Giovanni Brusca war die Familie Greco überaus bedeutend und diejenigen, die in jedem internen Mafia-Krieg den Ausschlag gaben.

## Frühe Geschichte
Es herrschten zwei unterschiedliche Familienfraktionen, die vermutlich auf den gemeinsamen Vorfahren Salvatore Greco zurückzuführen sind. Salvatore Greco wird im Sangiorgi-Bericht um die Jahrhundertwende als Capomafia von Ciaculli erwähnt.
Die andere Fraktion aus dem benachbarten Croceverde-Giardini leitet sich vom Anführer Giuseppe Greco, „Piddu u Tinenti - Piddu der Leutnant“ ab. Giuseppe Greco (* 21. Mai 1894 in Palermo, Sohn des Francesco Greco und der Rosa De Caro; † unbekannt) war Gabelloto von „I Giardini“, einem Landgut von etwa 300 Hektar Zitrusplantage, welches dem Grafen Tagliava gehörte. Damit war er ein Vertreter der alten Agrarmafia. Kern ihrer Pflanzungen bildete die berühmte Mandarinensorte Mandarino Tardivo di Ciaculli.
Piddu hatte mit Caterina Ferrara vier Söhne und zwei Töchter, von denen nur zwei in den Bund der Mafia aufgenommen wurden:
- Francesco Greco: * 1921 Chirurg in Palermo
- Giuseppe Greco: * 1922 am 1. Oktober von den Greco aus Ciaculli erschossen
- Michele „U’Papa“ Greco: * 1924, Oberhaupt der Cupola und Obstbauer in Ciaculli (Mafioso)
- Salvatore „Il Senatore“ Greco: * 1927 „Vermittler“ (Mafioso)
- Rosa Greco: * 1930 mit einem Beamten in Villabate verheiratet
- Nunzia Greco: * 1933 mit einem Palermitaner Chirurgen verheiratet

Die Greco-Familie war eine typische Vertreterin der ländlichen Mafia auf Sizilien. 1916 befahl sie die Ermordung eines Priesters, der während einer Sonntagspredigt die Einmischung der Mafia in die Verwaltung kirchlicher Einnahmen und Wohltätigkeitsfonds angeprangert hatte. Im Jahr 1921 tötete ein Angehöriger der Greco, der einen Sgarro empfunden hatte, zwei Scharfhirten zusammen mit ihrer Herde. 1929 feuerte ein anderer Greco zwanzig Kugeln in große Weinfässer eines feindlichen Mafiosi und setzte sich dann inmitten der schäumenden Splitter, um seine Pfeife zu rauchen.

## Der Greco-Krieg
1939 begann eine blutige Rachefehde zwischen den beiden Fraktionen des Clan während einer Schlägerei um eine Ehrenfrage unter Jugendlichen. Dabei wurde der Sohn von Giuseppe Greco, „Piddu u tinenti“, Chef der Croceverde-Giardini Cosca, getötet. In den Jahren 1946 und 1947 erreichte der Familienkrieg zwischen den Fraktionen aus Ciaculli und Croceverde-Giardini seinen vorläufigen Höhepunkt. Am 26. August 1946 wurden Giuseppe Greco, Chef des Ciaculli-Clans und Schwager von Piddu u tinenti sowie sein Bruder Pietro Greco mit Maschinenpistolen und Handgranaten getötet. Die Ciaculli-Fraktion reagierte einige Monate später, als zwei Soldati von Piddu u tinenti mit einer Lupara, einer typisch sizilianischen Kurzlauf-Schrotflinte, erschossen wurden. Aus Rache entführte die Giardini Cosca zwei Mitglieder der rivalisierenden Fraktion, die anschließend nie wieder gesehen wurden, als Lupara bianca.
Der Kampf zwischen den beiden Clans erreichte am 17. September 1947 mit einer groß angelegten Schießerei auf dem Hauptplatz von Ciaculli einen weiteren Höhepunkt. Zunächst wurde ein wichtiges Mitglied der Giardini Cosca mit einer Maschinenpistole angeschossen. Als ersichtlich wurde, dass er noch nicht tot war, gingen zwei Frauen des Ciaculli-Clans, Antonina (51 Jahre) und Rosalia (19 Jahre) Greco, Witwe und Tochter eines der im Jahr zuvor getöteten Bosse, auf die Straße und töteten das Opfer mit Küchenmessern. Im Gegenzug schossen der Bruder und die Schwester des Opfers auf die Frauen. Dabei wurde Antonina verwundet und ihre Tochter getötet. Ihre Angreifer wurden dann von Antoninas 18-jährigem Sohn erschossen.
Insgesamt starben elf Mitglieder der beiden Clans und mehrere andere wurden in der Fehde verwundet, bevor andere Palermitaner Mafiabosse Druck auf Piddu u tinenti ausübten, um die blutige Fehde zu beenden, die zu viel Aufmerksamkeit der Öffentlichkeit auf sich zog. Außerdem sollte Piddu nach der Ermordung der gegnerischen Bosse beide Fraktionen vereinen. Sein Status sollte fortan davon abhängen, wie er mit der Situation umgehen würde.

## Mediation der Fehde
Giuseppe Piddu Greco bat Antonio Cottone, Chef der Mafia-Familie von Villabate, einer Stadt aus der Nähe von Ciaculli und Croceverde, um Vermittlung. Cottone, der aus den USA deportiert worden war, galt sowohl in Palermo als auch in seinem Heimatdorf Villabate als ein einflussreicher Mafioso und hatte in den USA immer noch gute Verbindungen zu Joe Profaci, der aus seinem Dorf stammte. Zu dieser Zeit hielt sich Profaci auf Sizilien auf und offenbar spielte er eine wichtige Rolle bei den Friedensverhandlungen. Der Frieden zwischen den beiden rivalisierenden Fraktionen des Greco-Clans wurde geschlossen, indem Salvatore „Ciaschiteddu“ Greco (Sohn von Giuseppe Greco von Ciaculli) und seinem Cousin Salvatore Greco, „l'Ingegnere“, die Rechte des Giardini-Nachlasses übertragen wurden. Salvatore Greco, „der Ingenieur“ oder „Totò il Lungo - Totò der Lange“, war der Sohn von Pietro Greco von Ciaculli. Sie wurden Miteigentümer eines Exportgeschäfts für Zitrusfrüchte und Partner eines Busunternehmens. Historiker stehen der Blutfehden-Theorie skeptisch gegenüber. Auf dem Spiel standen die Kontrolle der Zitrusplantagen, die Verwaltung des Geschäftes und des Transportes mit Zitrusprodukten sowie die Kontrolle über die Großhandelsmärkte im Osten Palermos. Sechs der Opfer trugen nicht den Namen Greco. Die Legende der Blutfehde wurde aller Wahrscheinlichkeit nach verbreitet, um die wahren Motive hinter dem Kampf zu verbergen.

### Nachkommen der Ciaculli Fraktion
Die Söhne des Giuseppe Greco und Pietro Greco:
- Salvatore „Ciaschiteddu“ Greco (Sohn von Giuseppe Greco und Santa Greco, der Schwester von Piddu u Tinenti)
- Salvatore Greco (Sohn von Pietro Greco), auch bekannt als „L'Ingegnere“ (der Ingenieur) oder „Totò il Lungo - Totó der Lange“.

### Nachkommen der Croceverde Giardini Fraktion
Giuseppe Greco, „Piddu u Tinenti“, Chef der Croceverde-Giardini Fraktion, und seine beiden Söhne:
- Michele Greco „Il Papa“
- Salvatore Greco „Il Senatore“. Salvatore war mit der Tochter von Antonio „Nino“ Cottone verheiratet, die als Friedensstifterin zwischen den beiden Fraktionen fungierte.

Piddu bat Antonio Cottone (1904/1905 – 22. August 1956), den Chef der Mafiafamilie von Villabate – Cottone war in der Nachkriegszeit im AMGOT (Allied Military Government for Occupied Territories) beschäftigt – einer Stadt in der Nähe Ciaculli und Croceverde, um Vermittlung. Cottone, der aus den USA abgeschoben worden war, galt sowohl in Palermo als auch in seinem Heimatdorf Villabate als einflussreicher Mafioso, und besaß immer noch gute Verbindungen in den USA, insbesondere mit Joe Profaci, der aus dem gleichen Dorf stammte. Zu der Zeit hielt sich Profaci auf Sizilien auf und es schien, dass er bei den Friedensverhandlungen eine wichtige Rolle spielte.

## Konsolidierungsphase und neue Konflikte um den Obst- und Gemüsehandel
Piddu zog sich danach weitgehend aus dem aktiven und gefährlichen Leben als Mafioso zurück und ließ sich in einem modernen Haus in Palermo nieder, wo er konsequent Beziehungen und Freundschaften unter den „legalen“ Teilen der oberen Gesellschaft festigte und ausbaute, um seine jüngere Verwandtschaft zu schützen, wenn sie mit dem Gesetz in Konflikt gerieten. Sein Einfluss in den höheren Kreisen von Palermo war beträchtlich. Kardinal Ernesto Ruffini nahm eine Einladung von Piddu Greco an, um die neue Kirche von Croceverde-Giardini zu segnen und anschließend mit ihm zu Abend zu essen. Die Grecos waren Protagonisten des gewaltsamen Konflikts um den Obst- und Gemüsegroßhandelsmarkt in Palermo, der im Januar 1955 aus dem Viertel Zisa nach Acquasanta in der Nähe des Hafens verlegt wurde und damit die empfindlichen Machtverhältnisse in Cosa Nostra störte. Der Mafia-Clan von Acquasanta versuchte, die Schläger abzuwehren, die traditionell – wie die Grecos und Cottone – der Mafia dei Giardini – Mafia der Gärten angehörten, und die nun gewaltsam in ihr Territorium eindrangen. Die Bosse des Acquasanta Mafia-Clans, Gaetano Galatolo und Nicola D’Alessandro sowie Francesco Greco vom Ciaculli-Clan, einem großen Obst- und Gemüsegroßhändler, wurden bei einem Streit um die Schutzschläger getötet. In einigen Dörfern außerhalb von Palermo, wie Bagheria und Villabate, flammten auf die gleiche Art ein gewalttätiger Konflikt auf, um die Kontrolle im Bewässerungs-, Transport- und Großhandelsmarktgeschäft zu erlangen. Am 22. August 1956 wurde auch Nino Cottone ermordet. Am Ende musste die Acquasanta die Gewinne aus dem Großhandel mit dem Greco Mafia-Clan von Ciaculli teilen, der traditionell die Obst- und Gemüseversorgung der Palermo-Großhandelsmärkte kontrollierte.
Die Greco kämpften in den 1940er Jahren gegen die Arnone um die Vorherrschaft der lokalen Gemüsemärkte im Umland von Palermo. Der Konflikt zwischen den beiden Clans brachen im Jahr 1939 aus und entwickelten sich zu einer blutigen und mindestens ein Jahrzehnt andauernden Vendetta, die auf beiden Seiten Opfer kostete und nahezu mit der Ausrottung der Arnone endete. 
Gegen Ende der Vendetta mussten die Arnone neue Bundesgenossen suchen, da sie innerhalb ihrer männlichen Verwandtschaft zu starke Verluste erlitten hatten. Die Arnone verbündeten sich mit den Piparresi, Di Peri und Cottone aus der Gegend um Villabate.

## Aufstieg in die Kommission
Obwohl die beiden Cousins Salvatore „Ciaschiteddu“ Greco und Salvatore „L'Ingegnere“ Greco Nachkommen der alten und etablierten ländlichen Mafia waren, lernten sie schnell, vom wirtschaftlichen Aufschwung der Nachkriegszeit zu profitieren, und beteiligten sich am Zigarettenschmuggel und Heroinhandel. Beide nahmen Mafia-Treffen im Oktober 1957 im Grand Hotel des Palmes zwischen prominenten amerikanischen und sizilianischen Mafiosi teil. Dabei könnte der Heroinhandel zwischen den beiden Gruppen diskutiert worden sein, doch sicherlich gab es keine allgemeine Einigung über den transatlantischen Heroinhandel zwischen der sizilianischen Mafia und der amerikanischen Cosa Nostra, wie oft angenommen wurde.
Bei einem der Treffen schlug der amerikanische Mafia-Chef Joe Bonanno den Sizilianern vor, eine sizilianische Mafia-Kommission zu bilden, um gewalttätige Streitigkeiten zu vermeiden, nach dem Vorbild der amerikanischen Mafia, die ihre Kommission bereits in den 1930er Jahren gebildet hatte. Die Sizilianer stimmten zu und Tommaso Buscetta, Gaetano Badalamenti und Ciaschiteddu Greco legten die Grundregeln fest. Irgendwann im Jahr 1958 setzte sich die erste Mafia-Kommission zusammen. Ciaschiteddu Greco wurde zum ersten Segretario (Sekretär) ernannt, im Wesentlichen zum „Primus inter pares“ – dem Ersten unter Gleichen. Diese Position kam ihm fast natürlich zu, weil er zu dieser Zeit einen der einflussreichsten Mafia-Clans leitete. Die Kommission konnte jedoch den Ausbruch eines gewalttätigen Mafia-Krieges im Jahr 1962 nicht verhindern.

## Der Erste Große Mafiakrieg
Die beiden Cousins Ciaschiteddu Greco und Salvatore L'Ingegnere Greco aus der Familie Ciaculli waren in den frühen 1960er Jahren ebenfalls die Protagonisten des Ersten Mafia-Krieges zwischen rivalisierenden Clans in Palermo, um die profitablen Möglichkeiten zu kontrollieren, die sich aus dem schnellen städtischen Wachstum und der Expansion des illegalen Heroinhandel nach Nordamerika ergaben. Der Konflikt wurde durch einen Streit über eine untergewichtige Heroinsendung und den Mord an Calcedonio Di Pisa – einem Verbündeten der Grecos – im Dezember 1962 ausgelöst. Die Grecos verdächtigten die Brüder Salvatore und Angelo La Barbera der Tat.
Der Zusammenstoß zwischen den Grecos und den La Barbera war ein Konflikt zwischen alten und neuen Mafiastrukturen. Laut dem Antimafia-Richter Cesare Terranova repräsentierten die Grecos „die traditionelle Mafia, eine Mafia die ihre Macht auf Respekt aufbaut … und durch ein dichtes Netzwerk von Freundschaften, Interessen und Schutzmaßnahmen mit den führenden Mafiosi des Palermo-Gebiets verbunden sind. Sie haben eine Vormachtstellung im Bereich Zigaretten- und Drogenschmuggel. Die La Barberas hingegen kamen aus dem Nichts und ihre Macht bestand insbesondere durch ihre unternehmerische Art und ihrer Gefolgschaft - einer entschlossenen Gruppe professioneller Auftragsmörder“.
Am 30. Juni 1963 explodierte eine Autobombe in der Nähe von Grecos Haus in Ciaculli und tötete sieben Polizisten und Militärs, die nach einem anonymen Telefonanruf zur Entschärfung geschickt worden waren. Die Empörung über das Massaker von Ciaculli verwandelte den Mafia-Krieg in einen Krieg gegen die Mafia. Es veranlasste die ersten konzertierten Anti-Mafia-Bemühungen des Staates im Nachkriegsitalien. Die sizilianische Mafia-Kommission wurde aufgelöst und von den Mafiosi, die der Verhaftung entkommen waren, setzten sich viele ins Ausland ab. Sogar der alte „Piddu“ Greco wurde im Oktober 1965 verhaftet und im Mai 1966 aus Sizilien in die interne Verbannung geschickt.
Das durch das Massaker von Ciaculli verursachte Chaos hatte sogar den sizilianischen Heroinhandel mit den Vereinigten Staaten durcheinander gebracht. Mafiosi wurden aufgespürt, verhaftet und eingesperrt. Die Kontrolle über den Drogenhandel fiel derzeit in die Hände von Pietro Davì, Tommaso Buscetta und Gaetano Badalamenti.
Salvatore L'Ingegnere und Ciaschiteddu Greco wurden im Jahr 1968 beim Prozess gegen die 114 in Abwesenheit zu zehn beziehungsweise vier Jahren Gefängnis verurteilt. Ciaschiteddu Greco zog nach Venezuela, der Aufenthaltsort von L'Ingegnere blieb unbekannt. Im Jahre 1973 sollten beide die maximale Dauer von fünf Jahren innerer Verbannung auf der abgelegenen Insel Asinara erhalten, doch sie waren nicht auffindbar.

## Wiedererstarken
In den 1970er Jahren erholte sich der Greco-Clan. Diesmal waren es die Grecos aus Croceverde, die an Bedeutung gewannen. Die Brüder Michele Greco und Salvatore Greco verhielten sich unauffällig und konnten durch ihre Mitgliedschaft in Freimaurerlogen Beziehungen zu Geschäftsleuten, Politikern, Richtern und Strafverfolgungsbeamten aufnehmen. Salvatore Grecos wurde für seine politischen Verbindungen „Il Senatore“ genannt. Er galt als der „Königsmacher“ christdemokratischer Politiker wie Giovanni Gioia, Vito Ciancimino und Giuseppe Insalaco. Hochrangige Persönlichkeiten wurden eingeladen, um auf Michele Grecos Anwesen La Favarella zu speisen und an Jagdausflügen teilzunehmen. Das Anwesen wurde auch als Zufluchtsort für Mafiosi und zum Betrieb eines Heroinlabors genutzt.
1974 wurde die sizilianische Mafia-Kommission unter der Führung von Gaetano Badalamenti wiederhergestellt. Michele Greco wurde 1978 zum Leiter der Sizilianischen Mafia-Kommission (Cupola) ernannt, nachdem der vorherige Anführer Gaetano Badalamenti im Vorfeld des Zweiten Mafia-Krieges zwischen den von Totò Riina angeführten Corleonesi und der Fraktion von Stefano Bontade und Salvatore Inzerillo abgewählt würde. Im Januar 1978 kam der angeschlagene Ciaschiteddu Greco aus Venezuela zurück, um zu versuchen, Gaetano Badalamenti, Giuseppe Di Cristina, Giuseppe Calderone und Salvatore Inzerillo daran zu hindern, sich an der wachsenden Macht der Corleonesi zu rächen. Doch seine Bemühungen waren vergebens.

## Der Zweite Große Mafiakrieg
Michele Greco stellte sich inoffiziell auf die Seite der Corleonesi und blieb so etwas wie der „Marionetten-Boss“ für Corleonesi-Chef Totò Riina. Die Corleonesi dezimierten ihre Gegner systematisch, als der schwelende Konflikt nach der Ermordung von Stefano Bontade im Jahr 1981 zu einem großen Mafiakrieg eskalierte. Laut Tommaso Buscetta nickte Michele Greco nur noch mit dem Kopf und stimmte praktisch allem zu, was Riina bei Treffen zwischen den Bossen der Mafiafamilien vereinbarte.
Während des Zweiten Mafiakrieges erlangte ein weiterer Nachkomme aus dem Greco-Clan zu einem gefürchteten Bekanntheitsgrad: Giuseppe „Pino“ Greco, ein entfernter Verwandter von Salvatore und Michele Greco. Pino Greco war einer der von Totò Riina bevorzugten Killer und wurde zeitweilig auch Mitglied der Sizilianischen Mafia-Kommission. Obwohl Michele Greco nominell Chef und Leiter der Kommission war, wurde er von Pino Greco als irrelevanter alter Mann behandelt, was deutlich machte, dass Pino Greco laut Pentito Francesco Marino Mannoia in der blutigen Zeit des Krieges die wahre Macht innehatte. Pino Grecos Verachtung für die Führung der Cosa Nostra war sogar derart stark, dass er nicht mehr persönlich an den Sitzungen der Kommission teilnahm und stattdessen seinen Stellvertreter Vincenzo Puccio entsandte.
Die Greco-Familie selbst erlitt während des Zweiten Großen Mafiakrieges so gut wie keine Verluste, da sich die grausamen Gewalttätigkeiten fast ausschließlich gegen die andere Seite, der zusammenbrechenden Achse Bontade-Inzerillo-Badalamenti richtete. Außerdem gehörte der Verwandte „Pino“ Greco selbst zur Squadra della Morte – Todesschwadron, die fast täglich ausschwärmte, um den Gegner entweder durch öffentliche Hinrichtungen auf der Straße oder durch die Lupara bianca auszuschalten.

## Niedergang der Greco-Familie
Gegen Ende 1985 verschwand Pino Greco. Er wurde auf Befehl von Riina ermordet, da der seinen ehemaligen „Lieblingskiller“ mittlerweile für zu ehrgeizig und zu gefährlich hielt. Riinas Position wurde anscheinend dadurch bedroht, dass eine bedeutende Anhängerschaft jüngerer Gangster zu Greco aufblickte und ihn als potenziellen zukünftigen Boss ansah. Michele Greco wurde am 20. Februar 1986 verhaftet und war einer von Hunderten von Angeklagten beim Maxi-Prozess. Greco gab während des Prozesses eine Aussage ab und um sein Ansehen als vermeintlich ehrlicher Bürger zu veranschaulichen, prahlte er mit all den berühmten Menschen, die er auf seinem großen Anwesen eingeladen und bewirtet hatte, einschließlich ehemaliger Generalstaatsanwälte und Polizeichefs.

## Relokation und Restrukturierung
Der Greco-Clan verlor das Mandamento von Ciaculli durch eine Fusion mit Brancaccio, wobei auch die alte Führung verloren ging. Die kriminelle Präsenz der Grecos trat jedoch Ende der 1990er Jahre in Kalabrien auf und mit der Wende ins neue Jahrtausend informierten Interpol und FBI, dass der Greco-Clan auf einmal in den USA und in Australien eine deutliche Aktivität zeigte. Die Grecos waren auf Sizilien nicht mehr Teil der Machtstrukturen der Cosa Nostra, sondern strukturierten ihre Organisation neu, um sich an die neuen Wege des organisierten Verbrechens anzupassen.
Am 22. Januar 2019 wurden sämtliche neu ernannten Bosse einer neu gegründeten Cupola von der sizilianischen Polizei festgenommen, einschließlich Leandro Greco, der Enkel von Michele Greco, auch bekannt als „Il Principe del Papa - der Prinz des Papstes“.

## Bedeutende Angehörige des Greco-Clans
- Giuseppe Greco („Piddu u Tinenti“) (1894 – unbekannt)
- Giuseppe „Pino“ Greco (1952 – 1985)
- Michele Greco (1924–2008)
- Salvatore Greco (Mafioso, 1923) (1923–1978)
- Salvatore Greco (Mafioso, 1924) (1924 – unbekannt)
- Salvatore Greco (Mafioso, 1927) (1927–1999)